# Instytut Orientalistyki Uniwersytetu Jagiellońskiego
Instytut Orientalistyki Uniwersytetu Jagiellońskiego (do 31 marca 2011 r.: Instytut Filologii Orientalnej) – jedna z ośmiu jednostek wchodzących w skład Wydziału Filologicznego Uniwersytetu Jagiellońskiego. Obecnie zatrudnia ok. 70 pracowników i kształci niemal 600 studentów w trybie dziennym. Instytut prowadzi studia pierwszego stopnia (licencjackie) oraz drugiego stopnia (uzupełniające magisterskie) na sześciu specjalnościach w ramach „neofilologii – filologii orientalnej”: arabistyce, indologii, iranistyce, japonistyce, sinologii i turkologii.
Dwie specjalności studiów prowadzone przez Instytut Orientalistyki znajdują się w ścisłej czołówce w skali całego kraju pod względem liczby kandydatów na jedno miejsce:
- japonistyka – 12,0 os./miejsce (szóste miejsce w rankingu w roku akademickim 2017/2018)
- sinologia – 9,3 os./miejsce (trzynaste miejsce w tym rankingu).

## Historia

### Do końca XIX wieku
Początki naukowej orientalistyki na Uniwersytecie Jagiellońskim sięgają XVI w., kiedy to na Akademii Krakowskiej język hebrajski wykładali między innymi: Leonard Dawid (ok. 1528), Jan van der Campen (1534), Walerian Pernus (1536–1540), Franciszek Stankar z Mantui (1546–1550) oraz Wojciech Buszowski (1564–1569). Jednak dopiero w XIX w. nauczanie języków orientalnych zaczęło się rozwijać na większą skalę.
W 1818 roku, dzięki staraniom Jerzego Samuela Bandtkiego, przy Wydziale Filozoficznym utworzono pierwszą Katedrę Języków Wschodu i Literatury Orientalnej. Powierzono ją uczonemu z Getyngi prof. Wilhelmowi Münnichowi. Program studiów roku I i II obejmował wówczas między innymi wstęp do języków i literatury Wschodu, naukę hebrajskiego, syryjskiego, chaldejskiego, tureckiego, arabskiego, perskiego i etiopskiego. Na wykłady uczęszczali studenci Wydziałów Filozoficznego, Prawa i Teologicznego (każdego roku w łącznej liczbie sześciu osób). Z braku wsparcia władz uczelni katedra została zlikwidowana dziewięć lat później, w 1827 r.

### Dwudziestolecie międzywojenne
Kolejna okazja do zorganizowania studiów orientalistycznych pojawiła się dopiero na początku XX w. 1 lipca 1919 r. dzięki staraniom prof. Tadeusza Kowalskiego (1889–1948) powstała pierwsza w niepodległej Polsce Katedra Filologii Orientalnej, która w listopadzie 1921 r. została przekształcona w jednostkę dydaktyczno-badawczą pod nazwą Seminarium Filologii Orientalnej z siedzibą w pałacu Badenich przy ul. Sławkowskiej 32. Profesor Kowalski był znakomitym uczonym, cieszącym się uznaniem międzynarodowego środowiska naukowego, wytrawnym badaczem, świetnym pedagogiem i organizatorem, twórcą nowoczesnej polskiej arabistyki, turkologii i islamistyki. Wykształcił wielu polskich naukowców i znawców Orientu, między innymi Ananiasza Zajączkowskiego (1903–1970) i Józefa Bielawskiego (1909–1997), późniejszych profesorów Uniwersytetu Warszawskiego i twórców orientalistyki warszawskiej.

### Po drugiej wojnie światowej
Działalność dydaktyczną jednostki przerwaną przez II wojnę światową wznowiono w marcu 1945 r. Pierwszy powojenny rok akademicki trwał zaledwie trymestr, dopiero rok akademicki 1945/46 zapewnił pełnowymiarowy tok nauczania.
Po śmierci prof. Kowalskiego w 1948 r. katedrę objął historyk mediewista i arabista prof. Tadeusz Lewicki (1906–1992). Począwszy od lat 50. w programie studiów krakowskiej orientalistyki zaczęły się wyodrębniać trzy specjalizacje – arabistyczna, turkologiczna i iranistyczna, a podział ten został usankcjonowany 1 czerwca 1972 r. wraz z powołaniem odrębnych zakładów w ramach nowo powstałego Instytutu Filologii Orientalnej. Po przejściu prof. Tadeusza Lewickiego na emeryturę w 1976 r. kierownikiem Zakładu Arabistyki oraz dyrektorem Instytutu Filologii Orientalnej został arabista, językoznawca i dialektolog prof. Andrzej Czapkiewicz (1924–1990). W 1973 r. w ramach instytutu otworzono Zakład Indianistyki, pod kierownictwem prof. Tadeusza Pobożniaka (1910-1991), kontynuujący działalność istniejącej od 1927 r. do 1951 r. Katedry Sanskrytu pod kierownictwem prof. Heleny Willman-Grabowskiej (1870-1957). W 1987 r. w ramach instytutu utworzono Zakład Japonistyki. Na jego czele stanął japonista i uznany tłumacz literatury japońskiej docent Mikołaj Melanowicz (ur. 1935). W 2000 r. zmieniono nazwę tego zakładu na Zakład Japonistyki i Sinologii. W 2014 r. uruchomiono ponadto studia sinologiczne pierwszego stopnia, a w 2017 r. studia drugiego stopnia.

## Władze Instytutu
Кadencja 2016–2020
- Dyrektor Instytutu – prof. zw. dr hab. Barbara Michalak-Pikulska
- Zastępca dyrektora do spraw studenckich – dr hab. Tomasz Majtczak

Кadencja 2020–2024
- Dyrektor Instytutu – dr hab. Kinga Paraskiewicz, prof. UJ
- Zastępca dyrektora do spraw studenckich – dr Marcin Gajec

Kadencja 2024–2028
- Dyrektor Instytutu – prof. dr hab. Barbara Michalak-Pikulska
- Zastępca dyrektora do spraw studenckich – dr Piotr Borek

## Struktura
- Katedra Arabistyki
- Katedra Turkologii
- Pracownia Interdyscyplinarnych Badań Eurazjatyckich
- Pracownia Studiów Kurdyjskich
- Zakład Języków i Kultur Indii i Azji Południowej
- Zakład Iranistyki
- Zakład Japonistyki i Sinologii